# Rita Zipora
Rita Zipora (Amsterdam, 1988) is een Nederlandse singer-songwriter.

## Biografie
Zipora werd geboren in Amsterdam en voltooide in 2010 de opleiding zang aan het Koninklijk Conservatorium in Den Haag. Na haar afstuderen reisde ze voor elke jaren door Midden-Amerika en Mongolië.

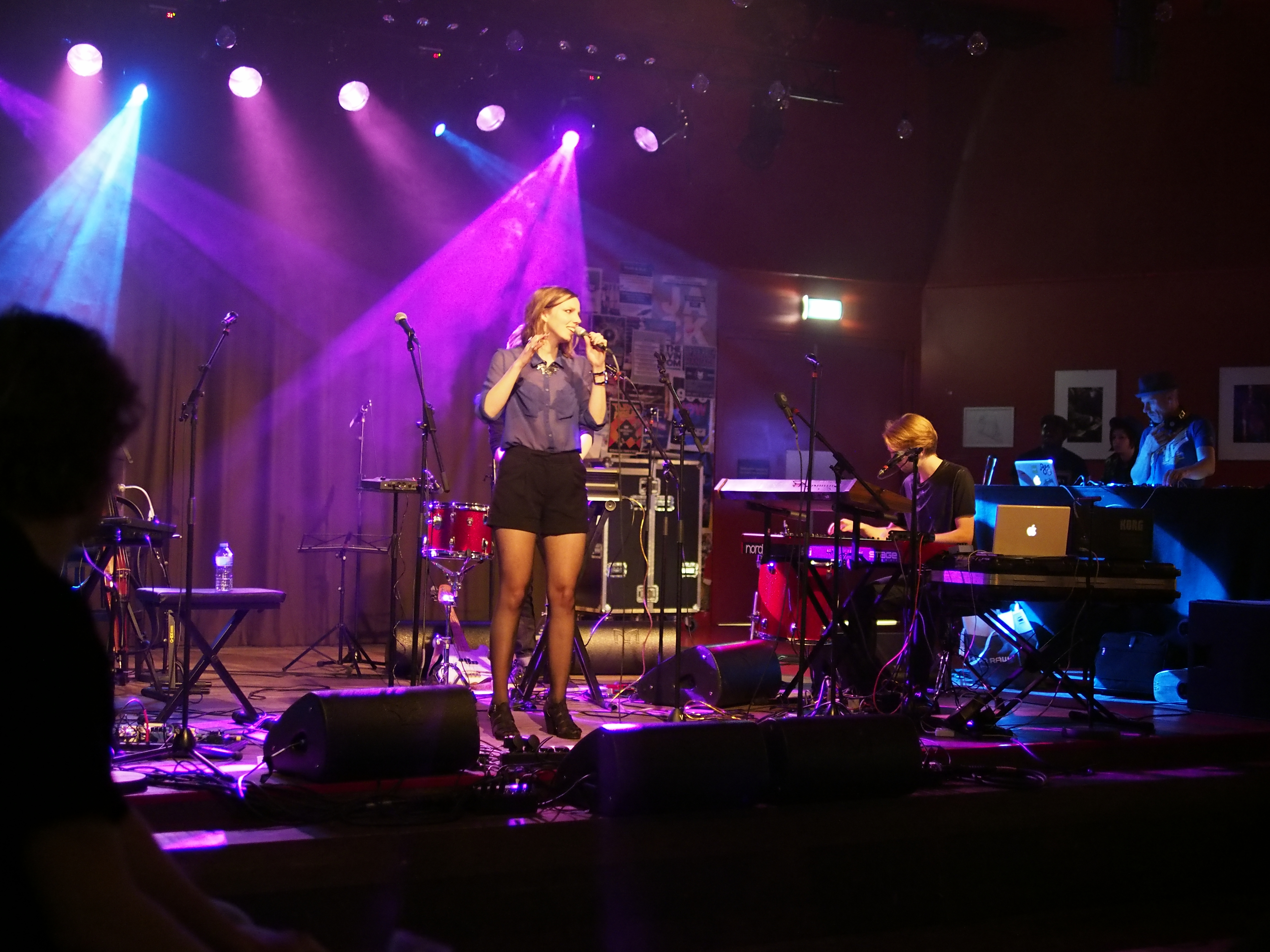
Rita Zipora, 2014

In 2014 verwierf Zipora aandacht van de landelijke media met haar in eigen beheer uitgebrachte album Als ik kijk. Met haar debuut was ze onder meer live te zien op Noorderslag en bij De Wereld Draait Door.
In 2016 bracht Zipora twee ep’s uit die later het album Stroom zouden vormen. Hiervan bracht ze enkele nummers live ten gehore bij DWDD en in de ochtendshow van Giel Beelen bij 3FM. In datzelfde jaar verzorgde Zipora met haar band de aftershow bij het concert van Massive Attack in de Heineken Music Hall.
In augustus 2019 bracht Zipora samen met muzikant en dichter Robin Block het album WOLKEN uit. Dit deed het duo onder de naam WOLKEN. Het project kwam tot stand nadat Zipora en Block erachter kwamen dat ze bij elkaar in de straat woonden. De naam WOLKEN is afkomstig uit een zin die het duo zingt: “Tussen gras en wolken, tussen droom en daad”. Het tweetal koos voor dit woord vanwege “de dromerigheid van de muziek”. Voor de teksten maakten ze gebruik van hun eigen spreektaal. Daarnaast bevatten de teksten veel onafgemaakte zinnen.
Drie maanden later, in november 2019, verscheen het boek Taalkunstenaars. Het maakt deel uit van een serie boeken waarin de mooiste Nederlandstalige liedteksten zijn gebundeld. Rapper Diggy Dex was de eerste in de reeks; hij droeg Zipora voor. De uitgave met Zipora’s teksten werd daarmee deel twee in de serie. Zipora verzamelde de teksten van haar drie albums en schreef daarnaast een aantal verhalen over haar band met taal en haar leven als muzikant.

## Stijl
Zipora omschrijft haar stijl als ‘soundscape pop’. Grote inspiratiebronnen zijn onder meer Massive Attack, Portishead, Björk en Lorde. Naar eigen zeggen besloot ze door Spinvis Nederlandstalige nummers te gaan schrijven.

## Privéleven
Zipora is getrouwd en heeft een dochter. Het gezin woont in Amsterdam-Noord.

## Discografie
- 2014: Als ik kijk (album)
- 2016: Stroom (EP 1)
- 2016: Stroom (EP 2)
- 2016: Stroom (album)
- 2019: WOLKEN (album met Robin Block, verschenen onder de naam WOLKEN)